# Monte Bianco (dolce)
Il Monte Bianco o montebianco (conosciuto anche come Mont-blanc) è un dolce al cucchiaio realizzato con purea di castagne, panna montata e cacao in polvere, la cui forma ricorda quella di una montagna coperta di neve.
Il dolce nella sua forma attuale è nato a Parigi.

## Ingredienti
- Castagne tipo marroni
- Panna da montare
- Cacao in polvere
- Latte
- Zucchero
- Vaniglia o vanillina
- Sale
- Rum (opzionale)

## Preparazione
Per preparare un montebianco è necessario incidere la buccia delle castagne e farle cuocere in abbondante acqua fino a lessarle. Una volta cotte vanno sbucciate mentre sono ancora tiepide, rimuovendo anche la pellicina interna. Quindi sistemare le castagne spellate in un tegame aggiungendo il latte, lo zucchero, la vanillina e un pizzico di sale e fare cuocere finché il latte non è completamente assorbito.
L'impasto così ottenuto va scolato e passato nello schiacciapatate. In una ciotola unire la purea di castagne con il cacao in polvere aggiungere due cucchiai di rum. Amalgamare per bene l'impasto quindi passarlo nuovamente nello schiacciapatate creando un piccolo monte su un piatto da portata. Il monte va quindi ricoperto con la panna montata ed è possibile, a piacimento, aggiungere sopra la panna una spolverata di cacao in polvere.

## Varianti

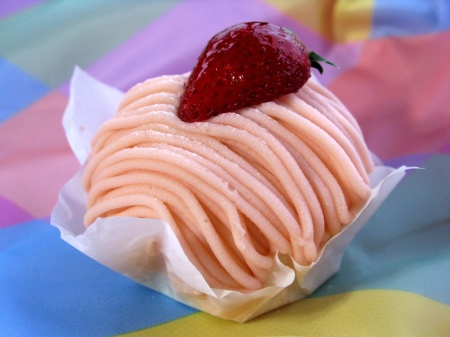
Un Mont Blanc alla fragola

Il Monte Bianco è un dolce popolare in Italia, Francia, Svizzera, Ungheria, Slovacchia e Romania. Inoltre alcune varianti sono diffuse nel sud est asiatico. In particolare in Giappone talvolta si utilizzano zucche o patate viola al posto delle castagne e sono diffusi anche montebianchi alla frutta al gusto di mango o fragola.